# Mavrodin
Mavrodin est une commune du județ de Teleorman en Roumanie.